# Катей (Північна Дакота)
Катей (англ. Cathay) — місто (англ. city) в США, в окрузі Веллс штату Північна Дакота. Населення — 20 осіб (2020).

## Географія
Катей розташований за координатами 47°33′14″ пн. ш. 99°24′41″ зх. д. / 47.55389° пн. ш. 99.41139° зх. д. (47.553923, -99.411296).  За даними Бюро перепису населення США в 2010 році місто мало площу 0,47 км², з яких 0,46 км² — суходіл та 0,01 км² — водойми.

## Демографія
Згідно з переписом 2010 року, у місті мешкали 43 особи в 19 домогосподарствах у складі 12 родин. Густота населення становила 91 особа/км².  Було 29 помешкань (61/км²).
Расовий склад населення:
| - 97,7 % — білих - 2,3 % — корінних американців |

До двох чи більше рас належало 0,0 %. Частка іспаномовних становила 0,0 % від усіх жителів.
За віковим діапазоном населення розподілялося таким чином: 23,3 % — особи молодші 18 років, 55,8 % — особи у віці 18—64 років, 20,9 % — особи у віці 65 років та старші. Медіана віку мешканця становила 47,5 року. На 100 осіб жіночої статі у місті припадало 126,3 чоловіків;  на 100 жінок у віці від 18 років та старших — 120,0 чоловіків також старших 18 років.
За межею бідності перебувало 9,4 % осіб, у тому числі 0,0 % дітей у віці до 18 років та 0,0 % осіб у віці 65 років та старших.
Цивільне працевлаштоване населення становило 19 осіб. Основні галузі зайнятості: роздрібна торгівля — 42,1 %, транспорт — 15,8 %, публічна адміністрація — 10,5 %, сільське господарство, лісництво, риболовля — 10,5 %.